# Strilkovîci, Sambir
Strilkovîci (în ucraineană Стрілковичі) este localitatea de reședință a comunei Strilkovîci din raionul Sambir, regiunea Liov, Ucraina.

## Demografie
Componența lingvistică a localității Strilkovîci
     Ucraineană (93,54%)
     Alte limbi (0,25%)
Conform recensământului din 2001, majoritatea populației localității Strilkovîci era vorbitoare de ucraineană (93,54%), existând în minoritate și vorbitori de polonă (6,21%).